# Ichneumon praedunculus
Ichneumon praedunculus là một loài tò vò trong họ Ichneumonidae.